# Manoir de Betteville
Le manoir de Betteville est un édifice situé sur la commune de Saint-Martin-de-l'If, en Seine-Maritime, en France. Il fait l’objet d’une inscription au titre des monuments historiques depuis 1999.

## Localisation
Le manoir est situé dans l'ancienne commune de Betteville.

## Historique
Le site est celui du manoir des moines de l'abbaye de Saint-Wandrille. Il appartient par la suite à une famille de parlementaires de Rouen.
Deux éléments du manoir sont érigés au XIVe siècle et XVe siècle, un colombier est érigé à la charnière du XVIIe siècle et XVIIIe siècle. D'autres bâtiments destinés à l'exploitation sont construits au XIXe siècle.
L'édifice est confisqué en 1793.

## Description
Le manoir est construit en silex et pierres.
Trois dépendances sont établies selon un modèle à chercher du côté de l'« architecture monastique romane ».
La grange a sans doute été utilisée comme grange dîmière.
Le domaine présente ainsi toutes les caractéristiques du clos-masure.
Cet édifice était l'ancien manoir d'hiver des moines de Saint-Wandrille depuis le XIe siècle. L'ensemble comprend une série de trois bâtiments accolés, dits l'ancien logis nord, orientés ouest-est et s'étendant sur près de 45 mètres, construits aux XIVe et XVe siècles en pierre de taille calcaire et maçonnerie de silex : le premier logis est sans doute du XIVe siècle, à étage carré et contreforts d'angle, percé de baies à meneaux, dont les intérieurs ont été transformés au XXe siècle ; le second logis est probablement du XVe siècle, à étage carré et fenêtres à meneaux et dont les intérieurs, redivisés au XVIIIe siècle, comportent un étage sous charpente lambrissée en berceau ; le troisième bâtiment est de même structure, dont l'étage constituait la chapelle du manoir. Le manoir comprend également : un colombier en pierre de taille et silex, daté de 1699 et 1700, un ensemble de bâtiments d'habitation et des constructions agricoles élevé au XIXe siècle. Tout cet ensemble, aujourd'hui exploitation agricole, est compris dans un enclos rectangulaire du type clos-masure, en partie bordé par un talus.

## Protection
Le monument est inscrit au titre des monuments historiques depuis le 11 mars 1999.
Les bâtiments classés sont :
- Les bâtiments formant l'ancien logis Nord, 
  - à l'exception du bâtiment Est et des constructions adventices ,
- Le colombier,
- L'assise foncière des parcelles AE 2 à 9,
- La partie Est de la parcelle AE 11,
- Les parcelles AE 12 à 16, y compris les talus et les murs d'enclos.